# I-Ternal Fire
I-Ternal Fire – czternasty album studyjny Capletona, jamajskiego wykonawcy muzyki reggae i dancehall.
Płyta została wydana 6 lipca 2010 roku przez nowojorską wytwórnię VP Records. Produkcją nagrań zajęli się Chris Chin, Leslie McDermott oraz Steble McDermott.
24 lipca 2010 roku album osiągnął 8. miejsce w cotygodniowym zestawieniu najlepszych albumów reggae magazynu Billboard (ogółem był notowany na liście przez 2 tygodnie).

## Lista utworów
1. "Some Day"
2. "Acres"
3. "Some Day"
4. "Same Old Story"
5. "Mama You Strong"
6. "I'm in Love"
7. "Babylon Go Down"
8. "It's On"
9. "Global War"
10. "Call I"
11. "All Is Well"
12. "Them Get Corel"
13. "Long Way"
14. "Blessings"
15. "400 Years"

## Twórcy

### Muzycy
- Capleton – wokal
- Andre Carter – gitara
- Rudolph Bonito – gitara
- Ian "Gitsy" Forrester – gitara
- Courtney McLaughlin – gitara
- Mitchum "Khan" Chin – gitara
- Rohan "Macka" Gordon – gitara
- Lamont "Monty Rankin" Savory – gitara
- Dalton Brownie – gitara, chórki
- Jason Welch – gitara basowa
- Glen Brownie – gitara basowa
- Strickland Stone – gitara basowa
- Donald "Bassie" Dennis – gitara basowa
- Stephen "Goffe" Andrews – gitara basowa
- James "Jimmy" Peart – gitara basowa, perkusja, instrumenty klawiszowe
- Llamar "Riff Raff" Brown – gitara basowa, perkusja, instrumenty klawiszowe
- Wayne "Unga" Thompson – perkusja
- Wilburn "Squidley" Cole – perkusja
- Courtney McCarty – perkusja
- Bernard Powell – perkusja
- Dillon White – perkusja
- Kirk Bennett – perkusja
- Troy Stanley – perkusja, instrumenty klawiszowe
- Paul "Wrong Move" Crossdale – instrumenty klawiszowe
- Phillip "Winta" James – instrumenty klawiszowe
- Phillip Henderson – instrumenty klawiszowe
- Kevon Webste  – instrumenty klawiszowe
- Carvel Walker – instrumenty klawiszowe
- Yusef Peart – instrumenty klawiszowe
- Robert Lyn – instrumenty klawiszowe
- Tony Greene – saksofon
- Carmeal Davis – chórki
- Lymie Murray – chórki
- Peetah Morgan – chórki
- Gerald Thomas – chórki
- Timeka Marshall – chórki
- Clive "Azul" Hunt – chórki
- Keisha Patterson – chórki
- Chevaughn Clayton – chórki
- Nixon "Sugar" Bennett – chórki

### Personel
- Roland McDermott – inżynier dźwięku
- Gary Sutherland – inżynier dźwięku
- Paul Daley – inżynier dźwięku, miks
- Shane Brown – inżynier dźwięku, miks
- Edward Harris – inżynier dźwięku, miks
- Richard Brown – inżynier dźwięku, miks
- Mikey Williams – inżynier dźwięku, miks
- Kemar McGregor – inżynier dźwięku, miks
- Carl "Jaco" Thelwell – inżynier dźwięku, miks
- Bobby "Digital" Dickson – inżynier dźwięku, miks
- Lynford "Fatta" Marshall – inżynier dźwięku, miks
- Collin "Bulby" York – miks
- Dayan Foster – miks
- Deron James – projekt okładki
- William Richards – zdjęcia